# Michel Platini Mesquita
Michel Platini Ferreira Mesquita, cunoscut mai mult ca Michel Platini, este un fotbalist brazilian care evoluează pentru clubul ȚSKA Sofia. A nu se confunda cu președintele UEFA, francezul Michel Platini.